# 安洞教会
安洞教会（안동교회）是韩国首尔的一座长老会教堂，位于钟路区安国洞27号。

## 历史
安东教会创建于1909年，并不是由西方传教士创办，而是由希望在信仰和教育中发现韩国未来的韩国人创办。前韩国外交官朴勝鳳（1871-1933）在建堂时帮助建造。
安洞教会在其近100年的历史中，培养了许多人才，为社会和教会做出了贡献。目前，安东教会以其领导在韩国社会和宗教界发挥着很大的影响力。